# Straßenbahn Eu–Le Tréport

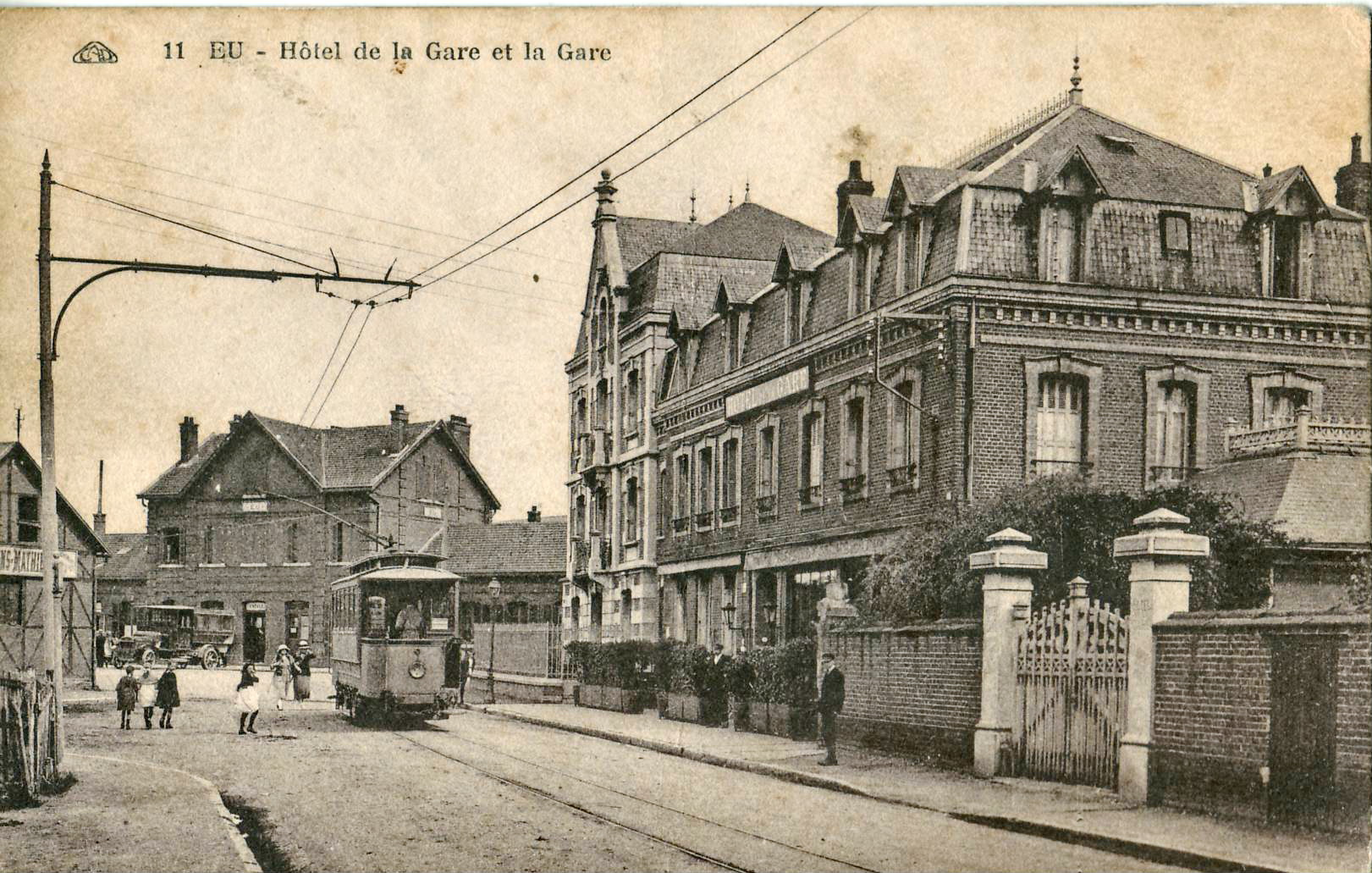
Triebwagen der Straßenbahn Eu–Le Tréport vor dem Bahnhof Eu (im Hintergrund)

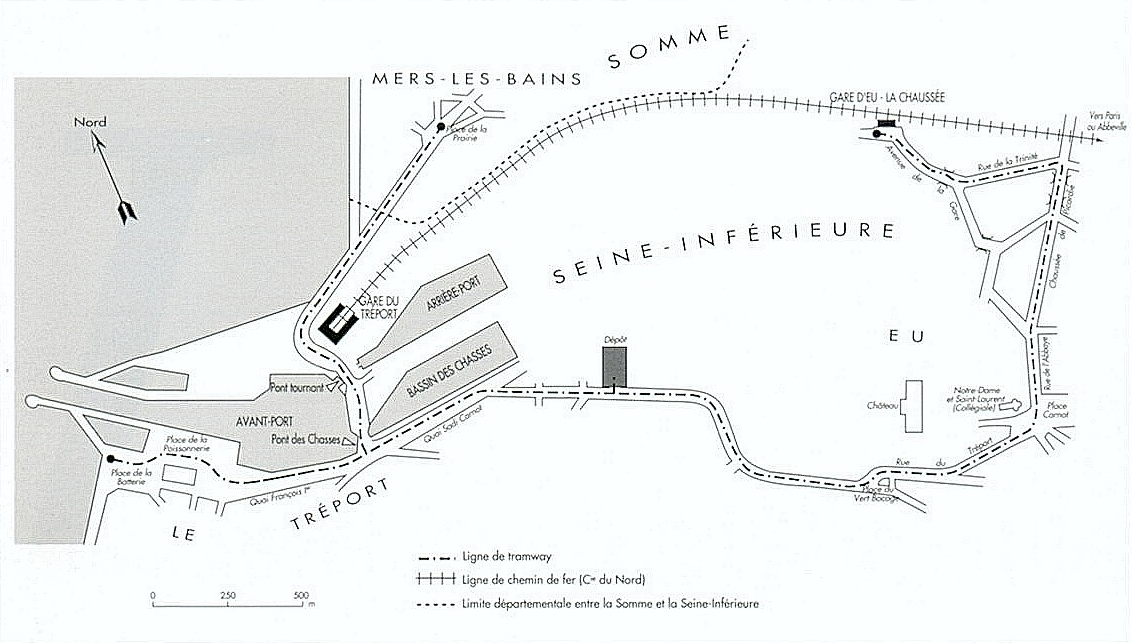
Streckenplan

Die Straßenbahn Eu–Le Tréport war eine schmalspurige elektrische Straßenbahn, die die französische Stadt Eu im Département Seine-Maritime mit den Badeorten Le Tréport und Mers-les-Bains verband.

## Vorgeschichte
Ende des 19. Jahrhunderts hatte sich an der Mündung der Bresle in den Ärmelkanal eine kleine Konurbation gebildet. Die drei „Schwesterstädte“ Eu, Le Tréport und Mers-les-Bains erschienen mit zusammen rund 10.000 Einwohnern groß genug für den Bau einer gemeinsamen Straßenbahn. Am Ausgang einer Industrieregion entlang der Bresle war das etwas landeinwärts gelegene Eu ein bürgerliches Handelszentrum. Le Tréport ist eine Hafenstadt und wie Mers-les-Bains zudem ein Seebad. Zwischen Eu und Le Tréport einerseits und Mers andererseits verlief die Grenze zwischen den Départements Seine-Inférieure (seit 1955: Département Seine-Maritime) in der Normandie und Somme in der Picardie.

## Geschichte und Beschreibung

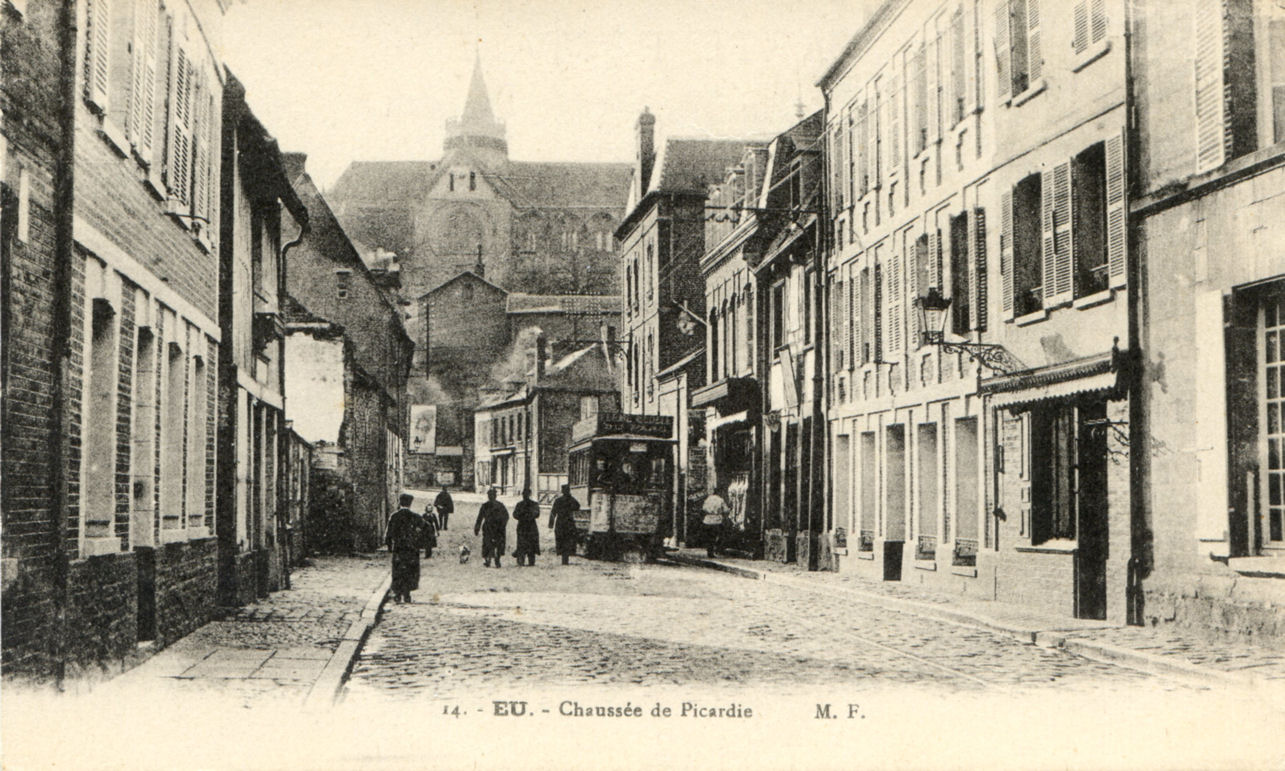
Chaussée de la Picardie in Eu

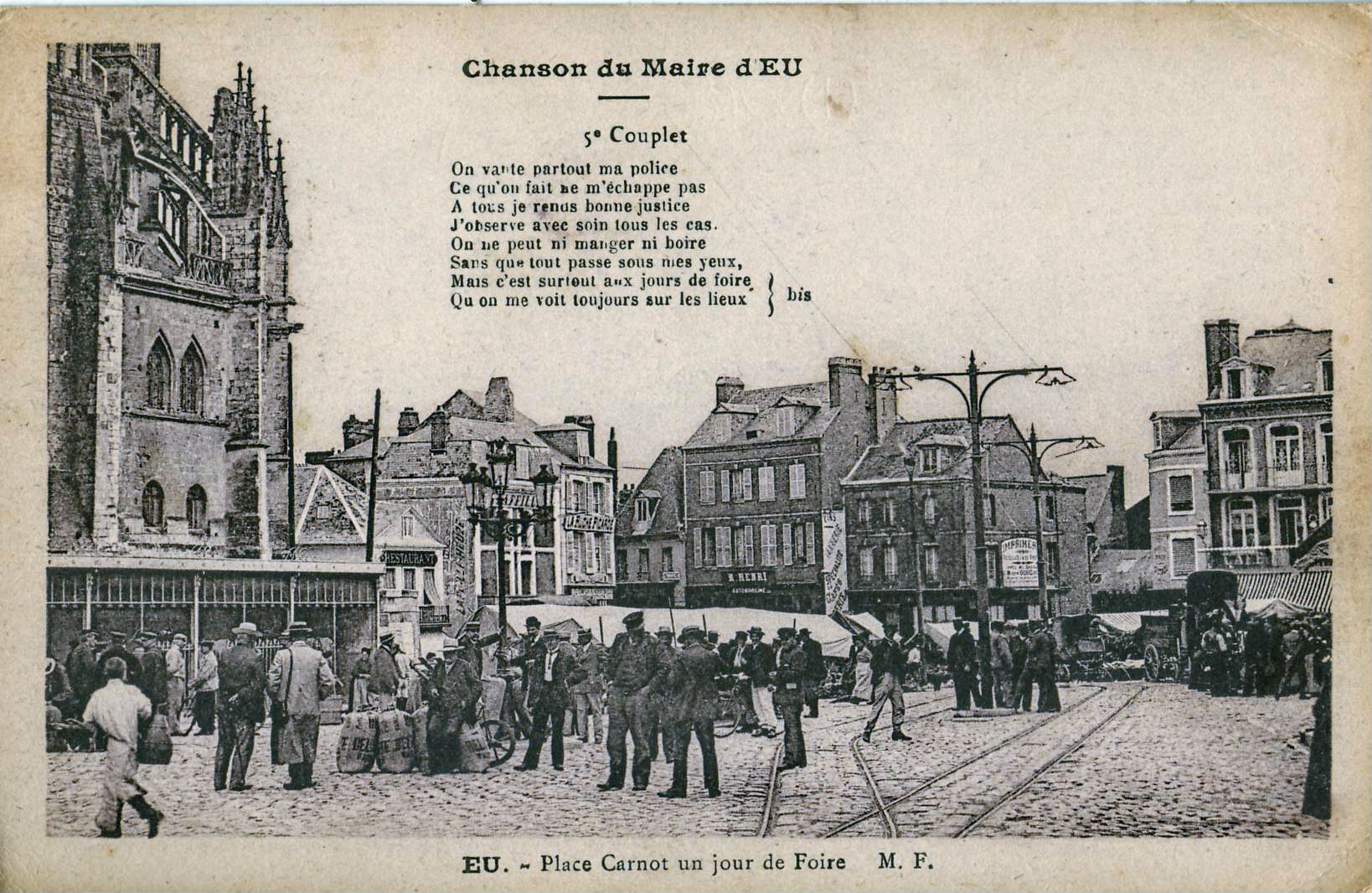
Ausweiche an der Place Carnot in Eu

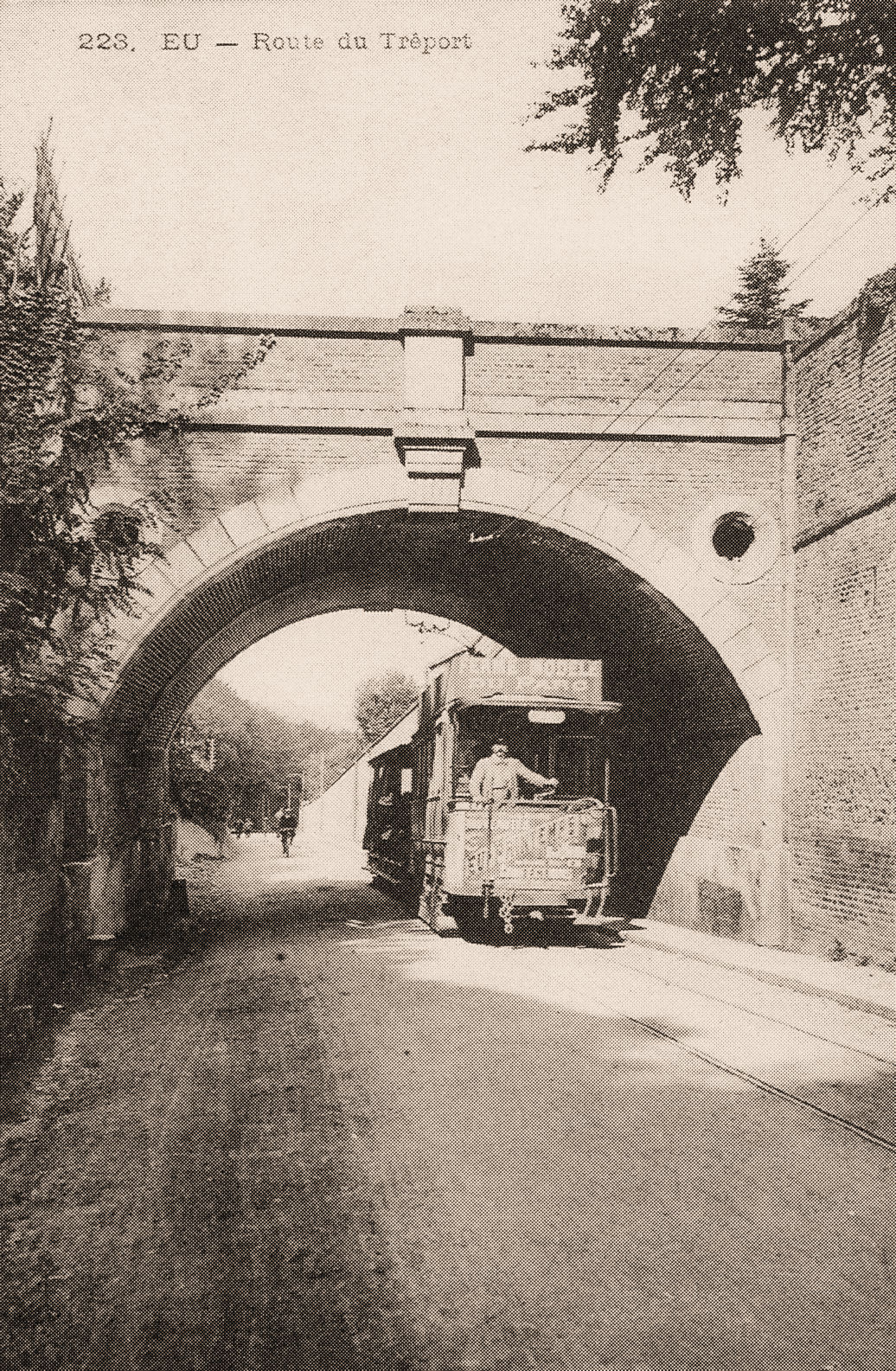
Straßenbahnzug am Vert-Bocage, rechts die Mauern des Schlossparks

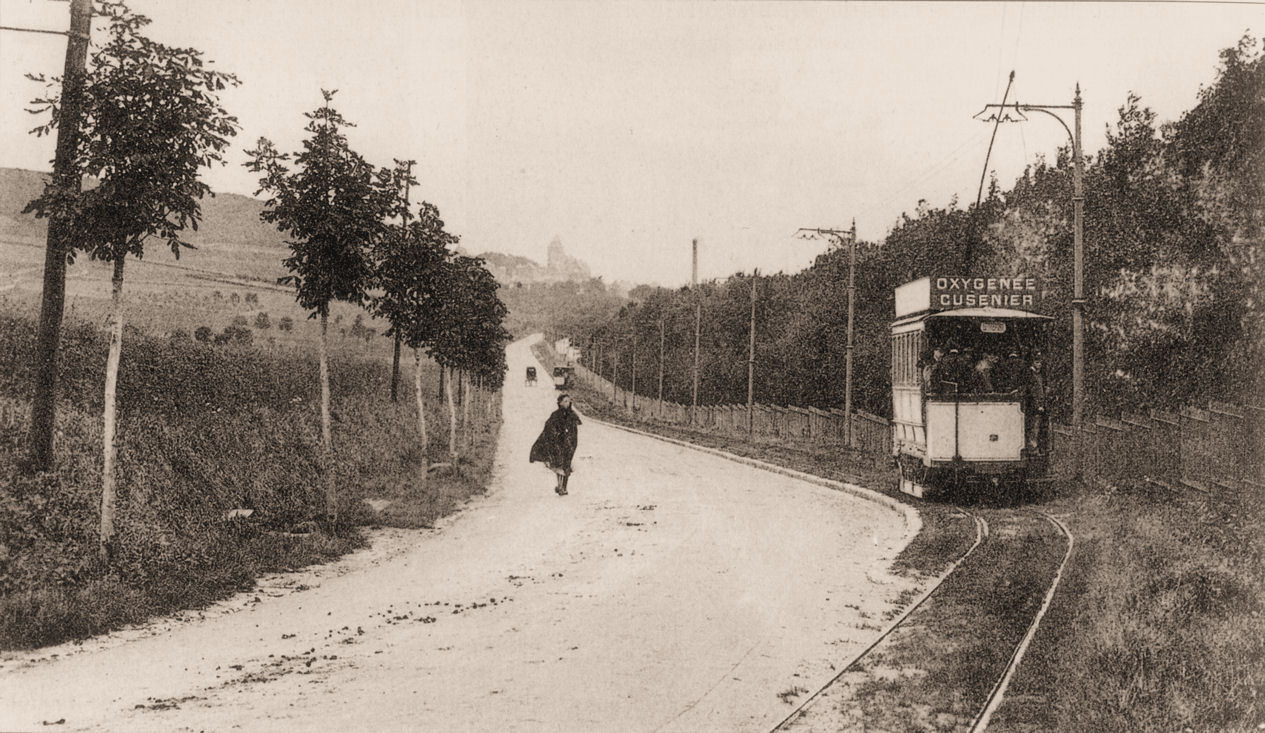
Strecke zwischen Eu und Le Tréport neben der Nationalstraße 15bisA, im Hintergrund ein Triebwagen in der dortigen Ausweiche

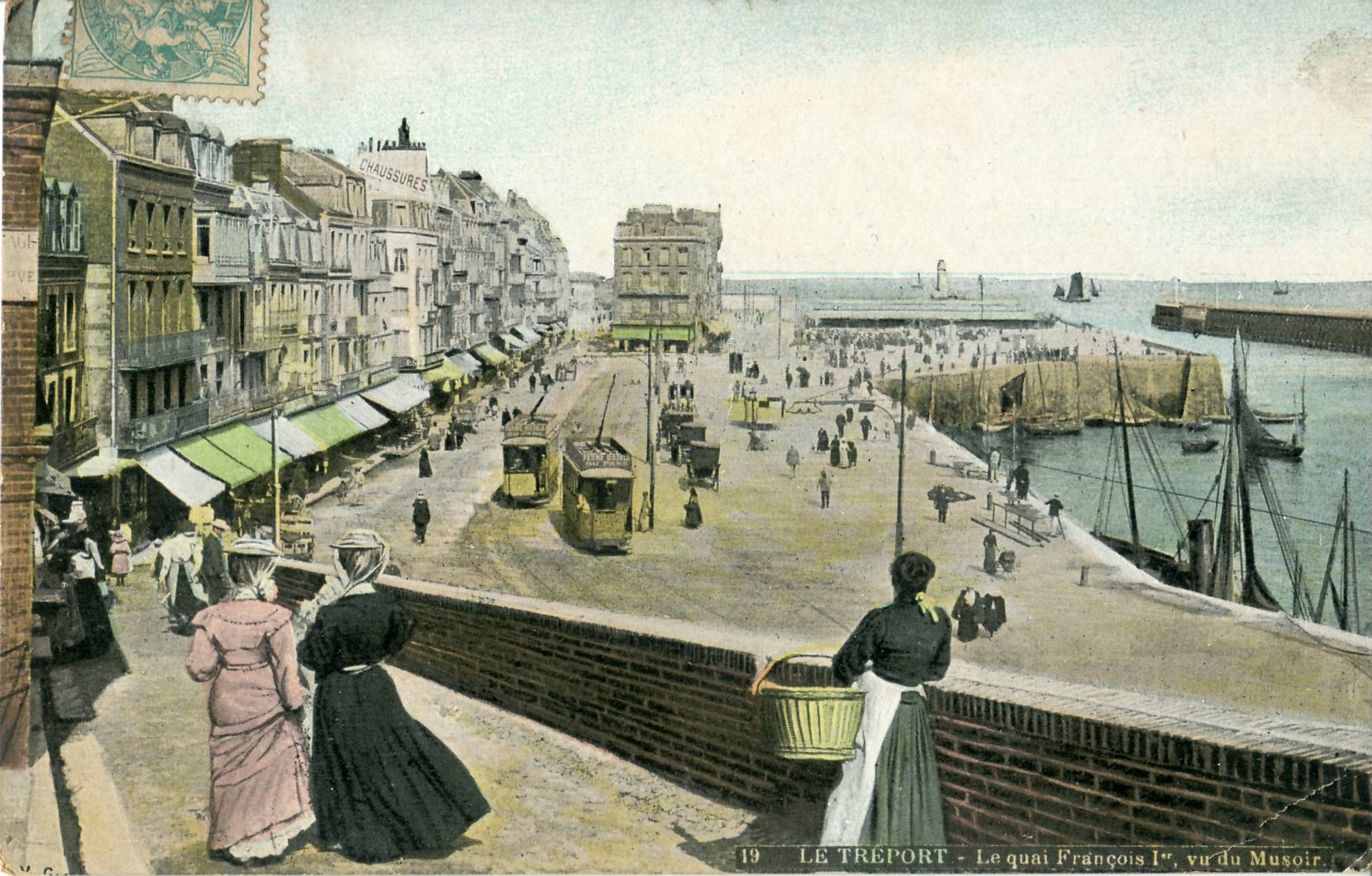
Straßenbahn am Vorhafen in Le Tréport

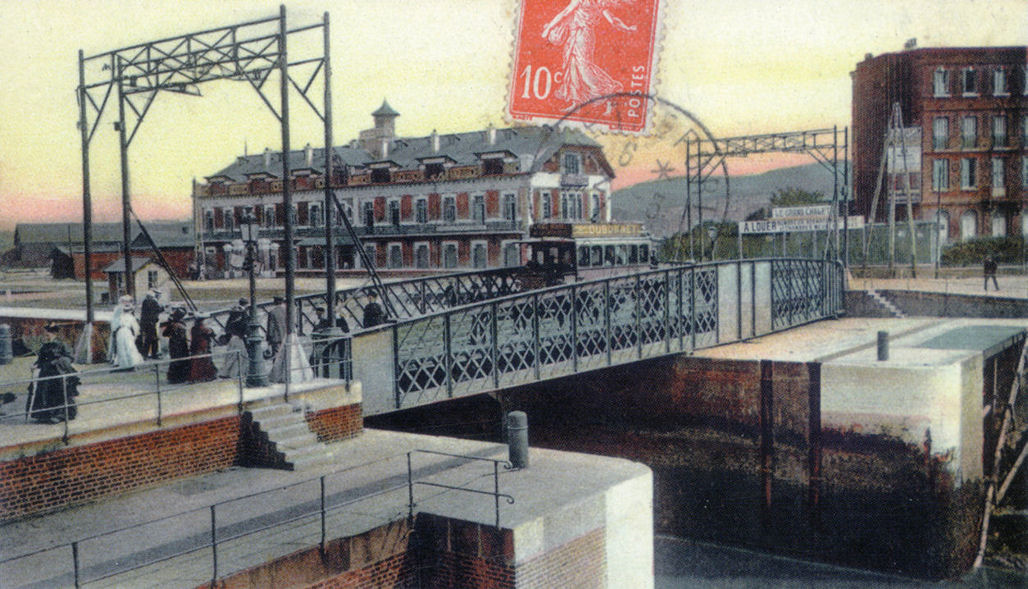
Drehbrücke der Zweigstrecke nach Mers-les-Bains

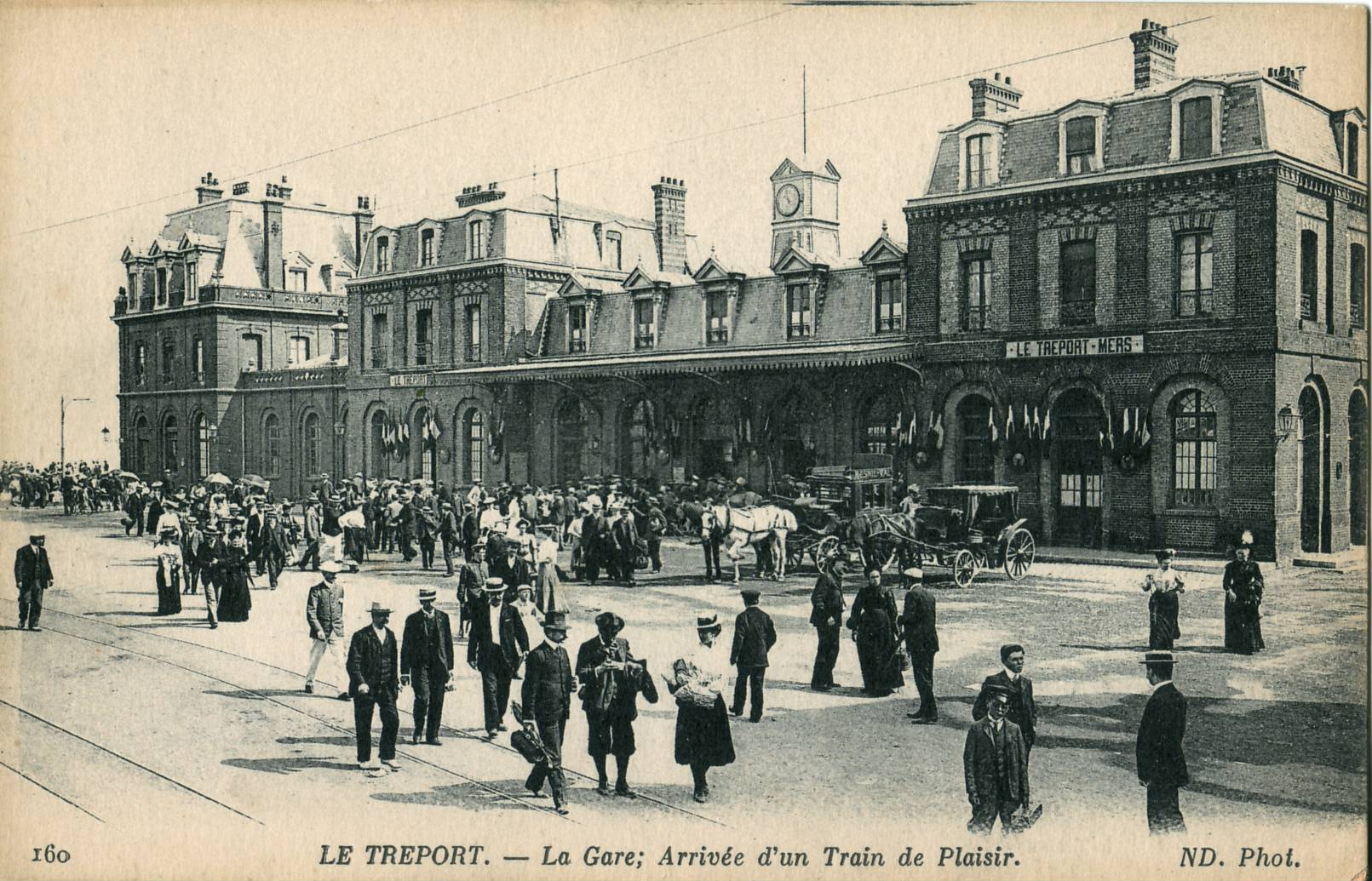
Bahnhof Le Tréport-Mers, links im Vordergrund die Straßenbahngleise (vor 1914)

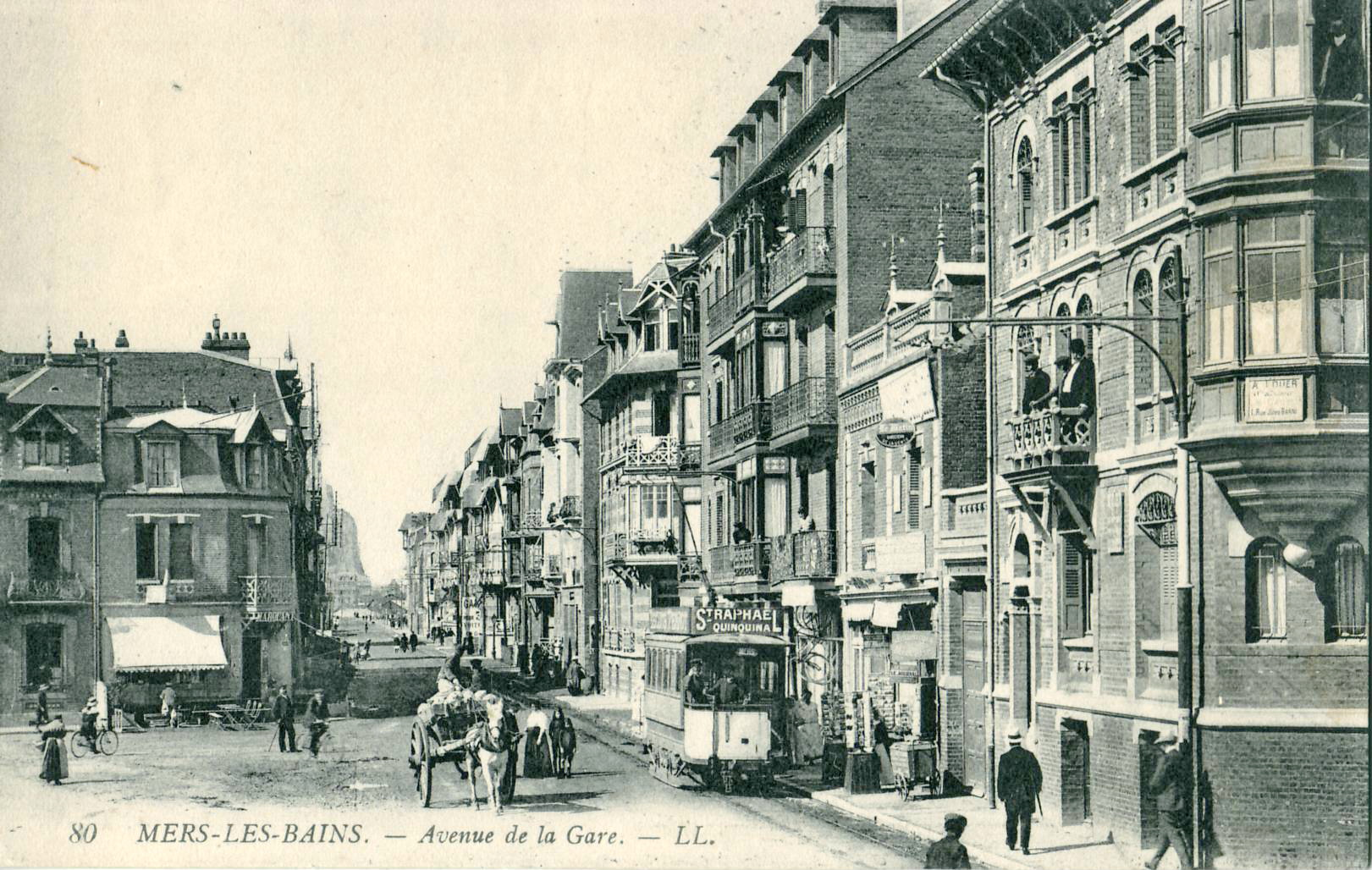
Avenue de la Gare in Mers-les-Bains

Im Sommer 1893 wies eine Studie nach, dass der Bau eines die drei Städte verbindenden elektrischen Straßenbahnnetzes profitabel sei. Nach Einsprüchen seitens der Compagnie des Eaux und zahlreicher Anwohner wurde schließlich ein akzeptierter Streckenverlauf gefunden. Am 24. Juli 1899 erfolgte die notwendige Erklärung der Gemeinnützigkeit. Das Lastenheft sah die Spurweite 1000 mm (Meterspur) und eine Fahrzeugbegrenzungslinie von 2 m bei einer maximalen Zuglänge von 30 m vor. Im Straßenraum sollten Rillenschienen mit einem Gewicht von 44 kg/m, neben der Straße, bei erhöhter Randbegrenzung, auf Holzschwellen gelagerte Vignolschienen von 20 kg/m verwendet werden. Der minimale Kurvenradius sollte 18 m betragen. Abweichend vom Lastenheft wurden Broca-Rillenschienen von 36,9 kg/m und Vignolschienen von 24 kg/m verbaut.
Ausgang der Strecke war der Bahnhof Eu an der Bahnstrecke Épinay-Villetaneuse–Le Tréport-Mers, wo die Züge der Compagnie des chemins de fer du Nord aus Paris hielten. Von dessen Vorplatz verlief das Gleis zunächst nach Osten und schwenkte dann in die Chaussée de la Picardie (heute: Rue Charles Morin) nach Süden ab. An der Place Carnot (heute: Place Guillaume le Conquérant) erreichte die Strecke die Altstadt von Eu. Von dort führte sie in nordwestlicher Richtung, vorbei am Betriebshof und dem Hafen, zu ihrem Endpunkt an der Place de la Batterie am Strand von Le Tréport. Auf einem Abschnitt zwischen Eu und Le Tréport wurde die Trasse am nördlichen Rand der Nationalstraße 15bisA angelegt.
Die Arbeiten begannen mit sechsmonatiger Verzögerung am 15. April 1900. Auf einem Teilabschnitt wurden am 1. Januar 1902 erste Probefahrten durchgeführt; zum 15. April 1902 war die Eröffnung der Bahn vorgesehen, jedoch erwies sich das Wasser der Stadt als für die Dampfkessel des Kraftwerks ungeeignet, sodass die Compagnie générale de traction (C.G.T.) einen zusätzlichen Brunnen bohren musste. Ab dem 27. Mai verkehrten die Triebwagen zur Personalschulung, was zahlreiche Einwohner zu kostenlosen Mitfahrten nutzen konnten.
Am 31. Mai jenes Jahres erfolgte schließlich die feierliche Eröffnung. Am 1. Juni 1902, dem ersten Tag des regulären Betriebs, wurden 4160 Fahrgäste gezählt. Zunächst verkehrten die Züge stündlich, ab dem 15. Juni dann alle 30 Minuten, wobei jeder zweite Zug aus Le Tréport bereits an der Place Carnot in Eu endete. Die Betriebszeiten waren im Sommer 7–22 Uhr, im Winter 8–20 Uhr. Vom Bahnhof Eu bis zur Place Carnot betrug die Fahrzeit 25 Minuten, von dort bis Le Tréport 20 Minuten. Bis zum 12. Juni 1902 hielten die Züge innerhalb Eus auf Wunsch, danach wurden auch dort, wie von Anfang an außerhalb der Stadt, feste Haltestellen eingerichtet, die durch weiße Pfähle markiert waren.
Die Bahn wurde mit Gleichstrom mit einer Spannung von 550 V elektrifiziert, der in einem Kraftwerk am Betriebshof erzeugt wurde und ab dem 24. Mai 1902 auch für die Straßenbeleuchtung von Eu sorgte. Erbauer war die in Paris ansässige C.G.T., betrieben wurde die Bahn von der Compagnie du Tramway Électrique d’Eu au Tréport, die zunächst eine Tochtergesellschaft der C.G.T. war. Die 5138 m lange Strecke mit 18 Haltestellen (einschließlich der Endstellen) führte, weitgehend eingleisig mit Ausweichen, durch die belebtesten Viertel der beiden Städte. Die erste Ausweiche wurde kurz vor dem Stumpfgleis am Bahnhof Eu angelegt, um den Triebwagen das Umsetzen um den Beiwagen zu ermöglichen. Weitere Ausweichen gab es in Eu an der Place Carnot (innerhalb einer Biegung) und kurz vor der Stadtgrenze; im letzteren Fall lag das Streckengleis neben dem, das Ausweichgleis im Straßenplanum. Die einzige Ausweiche in Le Tréport befand sich am Quai Sadi Carnot neben dem Hafenbecken Bassin des Chasses. Kurz vor der Einmündung der Straße von Mers am Pont des Chasses wurde die Strecke bis zum Endpunkt zweigleisig. Vor den beiden Stumpfgleisen auf der Place de la Batterie gab es einen doppelten Gleiswechsel. Die größte Steigung der Strecke mit 6,5 % auf einer Länge von 54 m lag westlich der Place du Vert Bocage in Eu.
Der Betriebshof war über ein im Seitenstreifen angelegtes Gleisdreieck an die Strecke angebunden. Die Fahrzeughalle wies zwei Abstellgleise und ein Werkstattgleis auf. Das unmittelbar angrenzende Gebäude beherbergte das Kraftwerk und das Unterwerk für den Bahnstrom. Da die Bahn im Sommer mit drei, im Winter mit nur zwei Triebwagen auskam, genügte werktags der Betrieb eines Dampfkessels; für den nur sonntags durchgeführten Betrieb mit Beiwagen wurde ein zweiter Kessel angeheizt. Im Dezember 1905 wurde dem Betreiber gestattet, Strom an Dritte zu verkaufen. Später bezog die Bahn ihre Energie aus dem öffentlichen Netz, wofür ein weiteres Unterwerk gebaut wurde.
Am 26. Juni 1904 wurde eine 752 m lange Zweigstrecke zum Stadtrand von Mers in Betrieb genommen, die die Kanäle zwischen dem Vorhafen und den Häfen auf zwei Brücken querte. Tags darauf zerstörten die Rahen eines Dreimasters die Strommasten an der Drehbrücke über den nördlichen Kanal, weshalb der Betrieb auf diesem Abschnitt erst am 10. Juli wieder aufgenommen werden konnte. Eingesetzt wurden einzeln fahrende Triebwagen im 20-Minuten-Takt zwischen Le Tréport und Mers, die von 7 bis 22 Uhr verkehrten. Von der Place de la Batterie bis zum Abzweig in Höhe des Pont des Chasses nutzten sie auf 497 m Länge die bestehende zweigleisige Strecke nach Eu.
Die Zweigstrecke, die nur in der Sommersaison bedient wurde, führte am Bahnhof Le Tréport–Mers, dem Endpunkt der Bahnstrecke von Épinay-Villetaneuse, vorbei. Bis dorthin war sie zweigleisig, weshalb die kurz nach dem Abzweig genutzte Straßenbrücke Pont des Chasses um 1,40 m verbreitert werden musste. Auf der 22,50 m langen Drehbrücke, die zwei getrennte Fahrbahnen à 2 m aufwies, wurden spezielle, nur 90 mm hohe Schienen verlegt. An beiden Brückenenden standen Portalmasten, die die Oberleitung trugen. Bei geschlossener Brücke stellten sie den Kontakt mit entsprechenden Masten auf den Widerlagern her. Wurde die Brücke geöffnet, war die Stromzufuhr in Richtung Mers unterbrochen. Dieser Zustand wurde erst 1909 durch die Verlegung von Unterwasserkabeln beendet. Vor der Endhaltestelle an der Stadtgrenze wies die Zweigstrecke eine Ausweiche zum Umsetzen des Triebwagens auf. Am 2. Juli 1909 wurde sie um 400 m zur Place de la Prairie im Zentrum von Mers verlängert, womit das Netz mit 6290 m seine größte Länge erreichte. Pläne zur Erweiterung des Netzes wurden spätestens nach Ausbruch des Ersten Weltkriegs nicht weiter verfolgt.
Während der Sommersaison wurde der Takt auf 20 Minuten verdichtet, und vom Casino in Le Tréport wurden Sonderverkehre eingerichtet. Vor dem Ersten Weltkrieg wurden 500.000 Fahrgäste pro Jahr registriert, an Sommersonntagen nutzten bis zu 4500 Menschen die Bahn. An solchen Tagen schafften es die überfüllten Triebwagen manchmal nicht, die Steigungen des Vert-Bocage am Schloss Eu zu bewältigen, weshalb ein Teil der Fahrgäste aussteigen und mehr als 100 m zu Fuß zurücklegen musste.
1904 berichtete die örtliche Presse von häufigen Entgleisungen, schlecht funktionierenden Bremsen, während der Fahrt gebrochenen Achsen und herabfallenden Trolleystangen. Am 15. August 1904 verursachte ein neu eingestellter Straßenbahnfahrer, um eine Verspätung aufzuholen, einen Zusammenstoß zweier Züge. Von Eu kommend entgleiste sein Zug beim Passieren der Weiche an der Ausweiche vor der Stadtgrenze, prallte gegen den stehenden Triebwagen des Gegenzugs aus Le Tréport und blieb dann halb umgekippt auf der Fahrbahn der Nationalstraße liegen. Der Unfall verursachte 17 Verletzte, darunter einen vorbeikommenden Radfahrer.
Nicht zuletzt die zunehmende Konkurrenz durch Automobile leitete in den frühen 1920er Jahren den allmählichen Niedergang der Bahn ein. 1927 wurden nur noch 375.000 Fahrkarten verkauft, 1932 war die Zahl der Fahrgäste auf 328.000 zurückgegangen. Das zunehmende Alter der Triebwagen und die Korrosion der Fahrleitungen durch die Seeluft trieben die Betriebskosten in die Höhe. Die Betreibergesellschaft schaffte 1932 die ersten Omnibusse an, die die Triebwagen auf der Zweigstrecke nach Mers ersetzten. Auch die Hauptstrecke wurde fortan von einem einzigen Bus bedient, nur in Spitzenzeiten und bei dessen Ausfall verkehrten weiterhin Triebwagen. Am 1. November 1934 wurde die Straßenbahn endgültig stillgelegt.

## Fahrzeuge

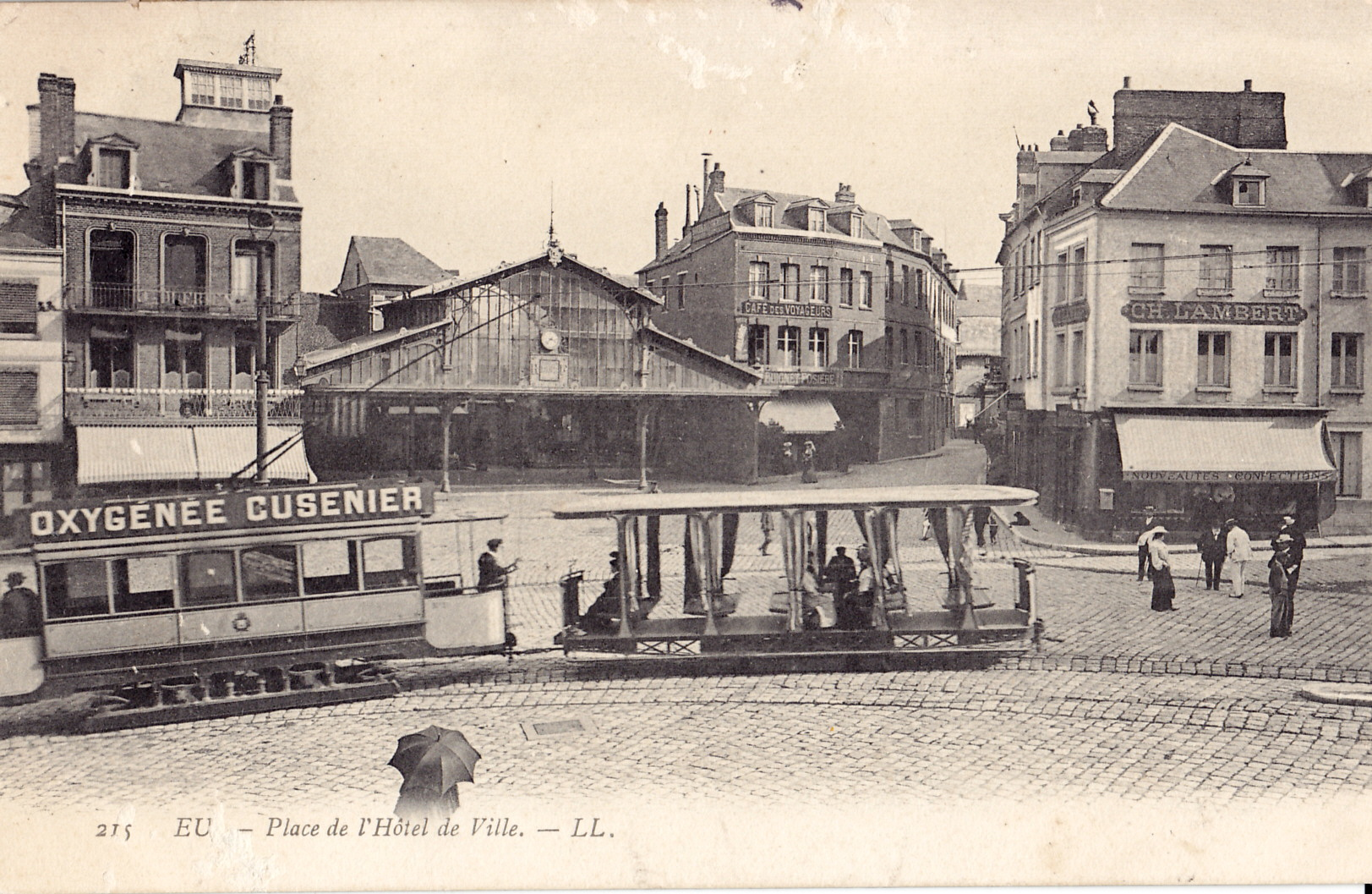
Zug aus Trieb- und Beiwagen an der Place de l’Hotel de Ville in Eu

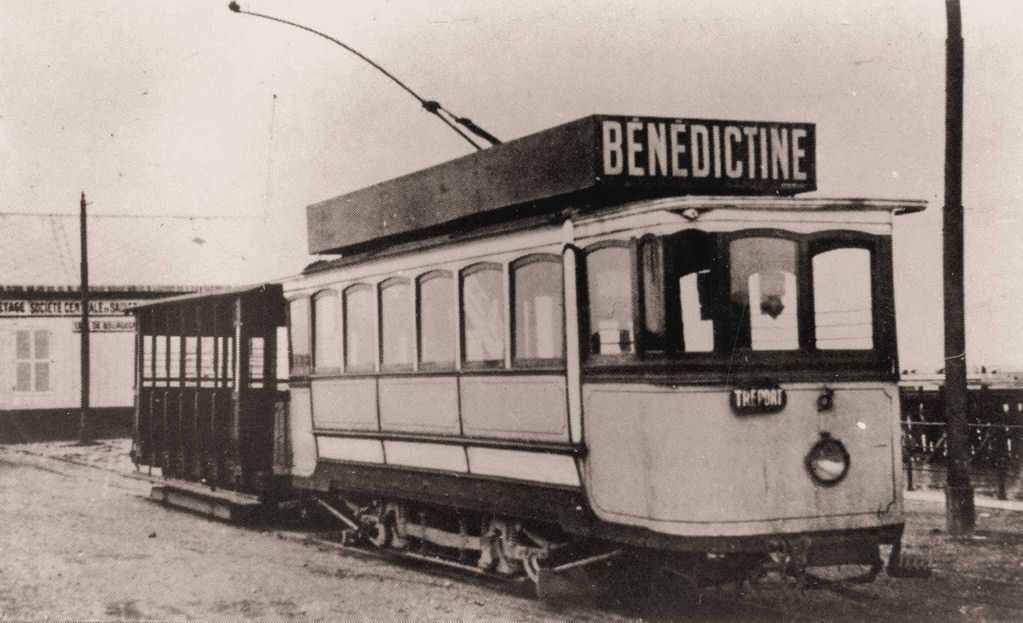
„Wintertriebwagen“ mit geschlossenen Plattformen (1910)

Eingesetzt wurden zweiachsige Triebwagen der klassischen Bauart der Compagnie Générale de Construction. An den Fahrzeugenden wiesen sie zunächst offene Plattformen auf, die später teilweise und bei zwei Triebwagen ganz geschlossen wurden; letztere wurden später als „Wintertriebwagen“ (Motrices d’hiver) bezeichnet. In den beiden Abteilen der ersten und zweiten Wagenklasse standen auf Längsbänken insgesamt 44 Sitzplätze zur Verfügung, hinzu kamen 20 Stehplätze. Jede Achse wurde von einem Elektromotor mit einer Leistung von 25 PS angetrieben. Im Jahr 1902 waren vier Triebwagen vorhanden, 1903 kamen zwei weitere und 1910 ein siebter hinzu.
Für den Verkehr in der Sommersaison wurden vier offene Beiwagen angeschafft, die jeweils vierzig Fahrgäste aufnehmen konnten. Sie wurden über durchgehende seitliche Trittbretter bestiegen und waren mit Schatten spendenden Vorhängen ausgestattet. 1904 wurde ein fünfter und 1912 ein sechster Beiwagen erworben; hinzu kam, von Betriebsbeginn an, ein separater Gepäckwagen. In den 1920er Jahren wurden mindestens drei Beiwagen und der Gepäckwagen abgestellt.

## Personal
Bei der Betriebseröffnung im Jahr 1902 hatte die Bahn neben dem Direktor zehn Angestellte: den Chef des Betriebshofs, vier Straßenbahnfahrer, vier Schaffner und einen Streckenwärter. 1901 war deren Zahl auf zwölf angewachsen; der zunehmende Verschleiß von Fahrzeugen und Anlagen sowie neue Arbeitszeitgesetze führten ab 1927 zu einer weiteren Erhöhung auf vierzehn Personen bis zur Einstellung des Betriebs.